# Diskursanalyse
Diskursanalyse ist ein Oberbegriff für die sozial- und geisteswissenschaftliche Analyse von Diskursphänomenen. Je nachdem, was als Diskurs betrachtet wird, gibt es hierfür unterschiedliche Herangehensweisen.
Allgemein untersucht Diskursanalyse den Zusammenhang von sprachlichem Handeln und sprachlicher Form sowie den Zusammenhang zwischen sprachlichem Handeln und gesellschaftlichen, insbesondere institutionellen Strukturen.
Während man sich in den Sozialwissenschaften im Allgemeinen für Ordnungen der Sinnproduktion interessiert, ist aus sprachwissenschaftlicher Sicht die Abgrenzung des Diskurses (als pragmatisches Phänomen) gegenüber dem Text (als sprachliche Struktur des Diskurses, welche unter anderem in der Textlinguistik untersucht wird) bemerkenswert.

## Unterschiedliche Verständnisse von „Diskurs“
- Michel Foucault stellte mit seinem L’ordre du discours (1970) die traditionelle Geistesgeschichte in Frage, da im Mittelpunkt seiner Betrachtungen nicht das erkennende Subjekt, sondern faktisch ergangene Aussagen stehen, die die moderne Subjektivität erst hervorgebracht hätten. Foucault schuf aber keine Methode, sondern legte mit seinen theoretischen Überlegungen Grundsteine für eine neue Art des Denkens, ein explizit positivistisches Forschungsprogramm, das in der Literaturwissenschaft, der Soziologie und zunehmend in der Geschichtswissenschaft angewendet und reflektiert wird.

- In Frankreich trug insbesondere der Diskursforscher Michel Pêcheux in den 1960er Jahren dazu bei, die methodologische Umsetzung einer empirisch orientierten Diskursanalyse voranzutreiben. Angesichts unterschiedlicher Ideenschulen kann von einem einheitlichen Verfahren keine Rede sein.[3]

- Die in Deutschland von Karl-Otto Apel und Jürgen Habermas geprägte Diskurstheorie ist nicht mit der an Foucault angelehnten, poststrukturalistischen Diskurstheorie zu verwechseln. Ihre unter den Begriffen „Diskursethik“, „Diskurstheorie des Rechts“ und „Konsenstheorie der Wahrheit“ bekannte Denkschule sei, wie Habermas selbst angibt, dem Denken der Moderne verbunden und versuche, deren Errungenschaften, gegen die Foucaults Analyse ausgesprochen kritisch sei, zu bewahren.[4] Aus dieser Strömung stammt auch einige Kritik an Foucaults Diskursanalyse (Hans-Ulrich Wehler, Herbert Schnädelbach, Urs Marti u. a.).

- Herbert Schnädelbach schuf mit seinem Hauptwerk Reflexion und Diskurs (1977) zur Diskursanalyse ein methodisches Instrumentarium. Auf der Ebene von pragmatischen Sinnexplikationen rekonstruiert die Schnädelbachsche Diskursanalyse den jeweiligen Diskursgegenstand in Form von satzförmigen Sachgehalten, um die Bestimmung ihrer Geltung (die Foucault offen lasse), auch und gerade unter den (post-)modernen Bedingungen einer Diskurspluralität zu ermöglichen.

## Diskursanalyse

### Diskursanalyse in der Geschichtswissenschaft
Die historische Diskursanalyse geht von einer doppelten Vermittlung von Geschichte aus. Zum einen durch Quellen, zum anderen durch ihre Darstellung (in Geschichtsbüchern beziehungsweise geschichtswissenschaftlichen Abhandlungen). Geschichte wird stets von Zeichensystemen vermittelt und ist insofern immer konstruiert, indem sie genau diese sinnhaften (Zeichen-)Konstruktionen zum Gegenstand ihrer Untersuchung erhebt – anders gesagt: Historische Ereignisse, Strukturen und Prozesse sind untrennbar mit ihrer Repräsentation verknüpft. Geschichte ist nur in vermittelter Form zugänglich, also als „re-präsentierte Realität“. Die Diskursanalyse spürt also den Formen und Regeln der Repräsentation nach.

### Diskursanalyse in den Sozialwissenschaften
Die sozialwissenschaftliche Diskursforschung untersucht die Regeln und Regelmäßigkeiten des Diskurses, seine Möglichkeiten zur Wirklichkeitskonstruktion, seine gesellschaftliche Verankerung und seine historischen Veränderungen. Sie stellt insbesondere Fragen nach den sozialen und institutionellen Zusammenhängen, in denen Aussagen des Diskurses auftauchen, sowie nach der Organisation der Aussagen, das heißt nach den Prinzipien ihrer Anordnung. Das Forschungsinteresse richtet sich insbesondere auf die Existenz der Aussagen. Hierbei stellt es etwa folgende Fragen: Warum treten gerade diese Aussagen auf? Warum in dieser Form und in diesen Zusammenhängen? Die Diskursanalyse beabsichtigt also nicht, einen (literarischen) Text in seiner Ganzheit zu verstehen und zu interpretieren wie etwa die Hermeneutik – deren Methoden allerdings im Forschungsprozess zum Einsatz kommen können. Der Diskursanalyse geht es darüber hinaus um Diskursformationen (Strukturen, Praktiken), die sich durch die unterschiedlichsten Texte hindurchziehen können.
Im Unterschied zu anderen sozialwissenschaftlichen Ansätzen, die sich mit Sprache beschäftigen (etwa der Sprachsoziologie oder der ethnomethodologisch fundierten Konversationsanalyse) zielen sozialwissenschaftliche Diskursanalysen nicht darauf ab, den Sprachgebrauch bezüglich seiner sozialstrukturellen Formierungen zu untersuchen. Darüber hinaus geht es auch nicht darum, unter Bezug auf die von Jürgen Habermas entwickelte Diskursethik Idealbedingungen für Argumentationsprozesse zu finden. Im Mittelpunkt stehen vielmehr die institutionellen Regulierungen von Aussagepraktiken und deren performative, wirklichkeitskonstituierende Macht.
Eine Perspektive sozialwissenschaftlicher Diskursforschung, die in den letzten Jahren besondere (auch über den engeren Bereich der Sozialwissenschaften hinausgehende) Beachtung gefunden hat, ist die von dem Soziologen Reiner Keller entwickelte wissenssoziologische Diskursanalyse. Keller verbindet hierbei grundlegende Einsichten der phänomenologisch fundierten, alltagsweltlich ausgerichteten Wissenstheorie von Peter L. Berger und Thomas Luckmann mit der Diskurstheorie Michel Foucaults, um davon ausgehend gesellschaftliche Praktiken und Prozesse der kommunikativen Konstruktion, Transformation und Stabilisierung symbolischer Ordnungen mitsamt deren Folgen zu untersuchen.
Folgende Aspekte finden bei der sozialwissenschaftlichen Diskursanalyse Beachtung:
- institutioneller Rahmen, Kontext (z. B. Autor, Medium, Ereignishintergrund)
- Text-„Oberfläche“ (Gestaltung, Sinneinheiten, Strukturierung angesprochener Themen)
- sprachlich-rhetorische Mittel (Analyse der Argumentationsstrategien, Implikationen und Anspielungen, Logik und Komposition, Kollektivsymbolik („Bildlichkeit“), Redewendungen, Wortschatz, Stil, Akteure, Referenzbögen usw.)
- inhaltliche-ideologische Aussagen: Menschenbild, Gesellschaftsbild, Vorstellungen von Zukunft, Technik usw.
- Interpretation: Systematische analytische Darstellung eines Diskursfragments nach der Aufbereitung des Materials. Dabei werden die einzelnen Elemente aufeinander bezogen.

Zentrale Analysekategorien sind dabei die Diskursstränge der diskursiven Ereignisse, Diskursebenen und Diskurspositionen.

### Diskursanalyse in der Linguistik
Dominique Maingueneau, Vertreter einer linguistischen Diskursanalyse in Frankreich, beschreibt vier Charakteristika einer an Foucault angelehnten Diskursanalyse:
1. Ort: historischer, sozialer, kultureller Ausgangspunkt einer Serie ähnlicher Aussagen, der Ort des legitimen Sprechens (Institutionalisierung eines Sachverhaltes z. B. Wahnsinn im Rahmen der Psychiatrie). Der Ort ist eng mit Macht verbunden, da es sich dabei zumeist auch um einen Platz handelt, „den ein Subjekt einnehmen muss, wenn es im Rahmen eines Diskurses etwas sagen will, das als Wahrheit gelten soll“.[10]
2. Einschreibung: Äußerungen werden erst zu Aussagen durch die Wiederholung ähnlicher Äußerungen, denn durch Wiederholung generieren die miteinander verbundenen Aussagen ein Ordnungsschema bzw. eine diskursive Regelmäßigkeit.
3. Grenzen und Interdiskurse: Ein Diskurs zeichnet sich immer auch durch seine Beschränkungen aus, d. h. durch Verbote, Ausgrenzungen (des Sagbaren, Sichtbaren), zugleich zeigen sich auch immer Verbindungen zu anderen Diskursen z. B. durch Kollektivsymbole (= diskursive Elemente, die zu einer bestimmten Zeit in vielen Diskursen vorkommen, sie dienen als Quelle von Evidenz und Deutbarkeit).
4. Archiv: Die drei vorangegangenen Elemente konstruieren das Archiv. „Auf Basis dieses Archivs erst kann man dann inhaltliche Aussagen darüber machen, wie Diskurse die soziale Welt des Bezeichneten in ihrer historischen Spezifität hervorbringen.“[11]

Eine solche Diskursanalyse beschreibt des Weiteren:
- die diskurs-immanente Ordnung
- die Medialität (Jedes Medium hat eigene inhärente Darstellungsformen.)
- die Polysemie der Sprache.

Die Form der Diskursanalyse knüpft besonders an Michel Foucaults Ausführungen zur Aussage und Äußerung in der Archäologie des Wissens (1969), aber auch an Foucaults 1970 am Collège de France gehaltene Antrittsvorlesung Die Ordnung des Diskurses an.

### Diskursanalyse in der Theologie
Die Diskursanalyse stellt im Ensemble der theologischen Methoden immer noch eher eine Ausnahme dar. Kristin Merle und Stefan Meier merken an, dass sich Diskursanalysen anbieten, um in der praktischen Theologie selbstreflexiven Prozesse gesellschaftlicher Konstruktion von Wirklichkeit in den Blick zu nehmen. Diese Prozesse sind ihr nicht äußerlich, sondern Kirche und Theologie sind verwoben – insbesondere hinsichtlich Formen religiöser Kommunikation. Diskursanalysen diene dazu, die Konstitution symbolischer Ordnungen ‚innerhalb‘ und ‚außerhalb‘ der Kirche in Form von Diskursen transparent zu machen und „den Einschreibungsprozessen hinterherzuschreiben“. Raik Heckl betont das Potential der Diskursanalyse bei der Exegese biblischer Texte. Der Literaturgeschichte der Bibel liegt ein umfangreicher Traditions- und Rezeptionsprozess zugrunde, in dessen Folge Positionen und Gegenpositionen legitimiert bzw. delegitimiert werden. Biblische Texte waren demnach ursprünglich Kommunikationsmittel, um religiöse Positionen und Weltsichten zu vermitteln sowie Gruppenidentitäten zu sanktionieren. Norbert Reck schreibt in Der Jude Jesus und die Zukunft des Christentums, dass die Diskursanalyse die Funktion einer „Art Gelenk zwischen Exegese und Dogmatik“ einnehmen kann.

## Weitere Theorien und Konzepte

### Zu Einzelaspekten
Die Analyse von Gesprächen und öffentlichen Diskursen kann in Einzelaspekten auf folgende Konzepte zurückgreifen:
- Sprechakttheorie
- Deixis
- Interjektionen und Responsive
- Reparaturmechanismus
- Sprecherwechsel
- Thema-Rhema-Gliederung
- Geltung

### Verwandte Konzepte
- Gesprächsanalyse
- Deutungsrahmen
- Ethnographie des Sprechens
- Ethnomethodologie
- Kritische Diskursanalyse
- Objektive Hermeneutik
- Wissenssoziologische Diskursanalyse